# Perryville (Kentucky)
Perryville és una població dels Estats Units a l'estat de Kentucky. Segons el cens del 2000 tenia 763 habitants.

## Demografia
Segons el cens del 2000, Perryville tenia 763 habitants, 348 habitatges, i 220 famílies. La densitat de població era de 368,2 habitants/km².
Dels 348 habitatges en un 27,6% hi vivien nens de menys de 18 anys, en un 44,8% hi vivien parelles casades, en un 15,5% dones solteres, i en un 36,5% no eren unitats familiars. En el 35,9% dels habitatges hi vivien persones soles el 21,3% de les quals corresponia a persones de 65 anys o més que vivien soles. El nombre mitjà de persones vivint en cada habitatge era de 2,19 i el nombre mitjà de persones que vivien en cada família era de 2,81.
Per edats la població es repartia de la següent manera: un 24,1% tenia menys de 18 anys, un 5,8% entre 18 i 24, un 26,9% entre 25 i 44, un 22% de 45 a 60 i un 21,2% 65 anys o més.
L'edat mediana era de 39 anys. Per cada 100 dones de 18 o més anys hi havia 74,4 homes.
La renda mediana per habitatge era de 28.594 $ i la renda mediana per família de 36.042 $. Els homes tenien una renda mediana de 30.250 $ mentre que les dones 25.938 $. La renda per capita de la població era de 16.202 $. Entorn de l'11,7% de les famílies i el 15,5% de la població estaven per davall del llindar de pobresa.

## Poblacions més properes
El següent diagrama mostra les poblacions més properes.